# Denver S. Church

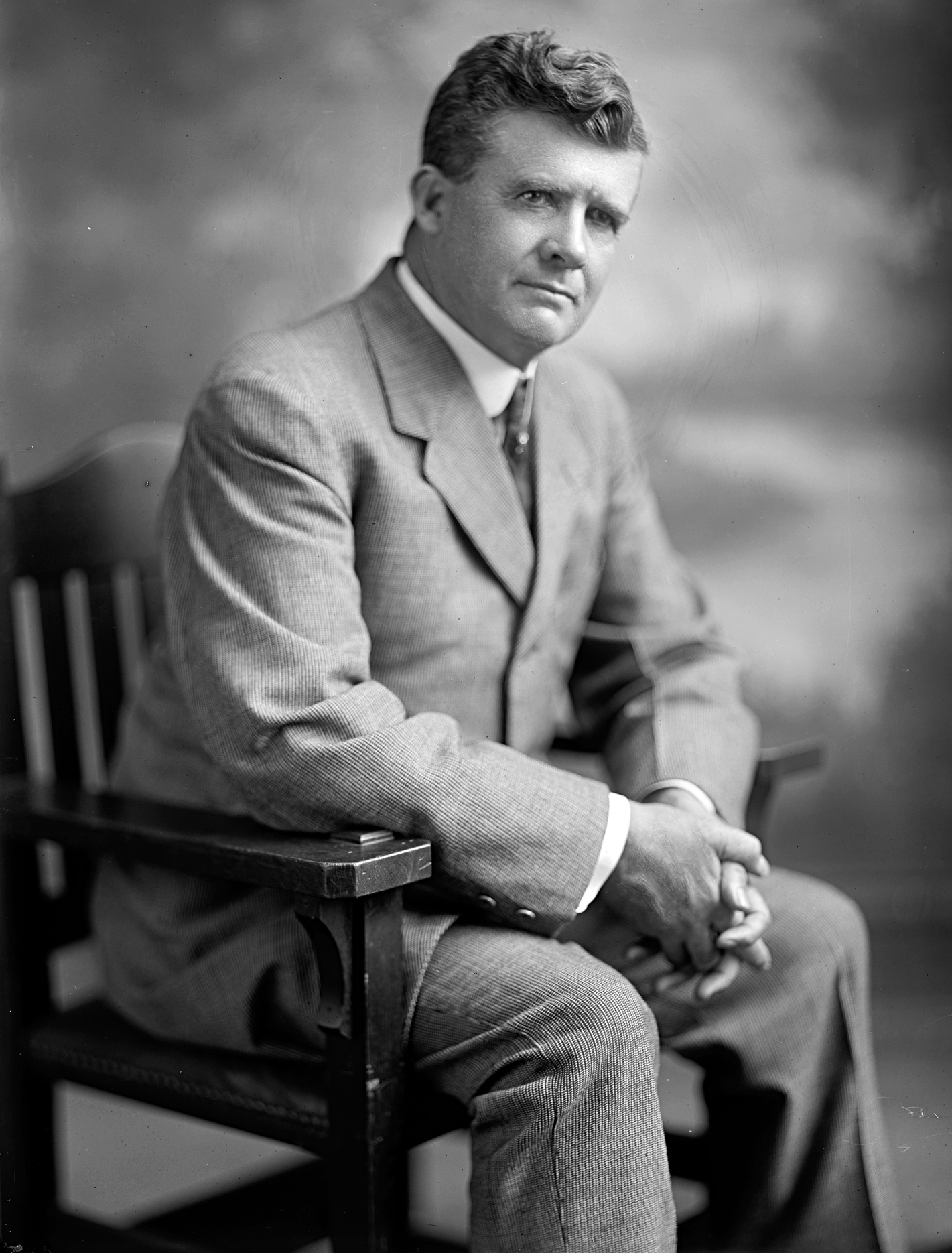
Denver S. Church

Denver Samuel Church (* 11. Dezember 1862 in Folsom City, Kalifornien; † 21. Februar 1952 in Fresno, Kalifornien) war ein US-amerikanischer Politiker. Zwischen 1913 und 1919 sowie nochmals von 1933 bis 1935 vertrat er den Bundesstaat Kalifornien im US-Repräsentantenhaus.

## Werdegang
Denver Church besuchte die öffentlichen Schulen seiner Heimat und danach bis 1885 das Healdsburg College. Nach einem anschließenden Jurastudium und seiner 1893 erfolgten Zulassung als Rechtsanwalt begann er in Fresno in diesem Beruf zu arbeiten. Zwischen 1907 und 1913 war er Bezirksstaatsanwalt im Fresno County. Gleichzeitig schlug er als Mitglied der Demokratischen Partei eine politische Laufbahn ein. Im Jahr 1916 war er Delegierter zur Democratic National Convention in St. Louis, auf der Präsident Woodrow Wilson zur Wiederwahl nominiert wurde. Bei den Kongresswahlen des Jahres 1912 wurde Church im siebten Wahlbezirk von Kalifornien in das US-Repräsentantenhaus in Washington, D.C. gewählt, wo er am 4. März 1913 die Nachfolge von William Stephens antrat. Nach zwei Wiederwahlen konnte er bis zum 3. März 1919 drei Legislaturperioden im Kongress absolvieren. In diese Zeit fiel der Erste Weltkrieg. Im Jahr 1918 verzichtete er auf eine weitere Kandidatur.
Nach dem Ende seiner Zeit im US-Repräsentantenhaus praktizierte Church wieder als Anwalt. Zwischen 1924 und 1930 war er Richter im Fresno County. Bei den Kongresswahlen des Jahres 1932 wurde Church im neunten Distrikt seines Staates erneut in den Kongress gewählt, wo er am 4. März 1933 William E. Evans ablöste. Da er im Jahr 1934 auf eine erneute Kandidatur verzichtete, konnte er bis zum 3. Januar 1935 nur noch eine Amtszeit im Kongress absolvieren. In dieser Zeit wurden die ersten der New-Deal-Gesetze der Bundesregierung unter Präsident Franklin D. Roosevelt verabschiedet. Nach seinem endgültigen Ausscheiden aus dem US-Repräsentantenhaus betätigte sich Denver Church wieder als Rechtsanwalt. Er starb am 21. Februar 1952 in Fresno im Alter von 89 Jahren.